# Rupt-aux-Nonains
Rupt-aux-Nonains är en kommun i departementet Meuse i regionen Grand Est (tidigare regionen Lorraine) i nordöstra Frankrike. Kommunen ligger i kantonen Ancerville som tillhör arrondissementet Bar-le-Duc. År 2022 hade Rupt-aux-Nonains 367 invånare.

## Befolkningsutveckling
Antalet invånare i kommunen Rupt-aux-Nonains
| Referens: INSEE |